# Weaver (Alabama)
Weaver város az USA Alabama államában, Calhoun megyében. Lakosainak száma 3339 fő (2020. április 1.).

## Népesség
A település népességének változása:
| Lakosok száma | 74   | 3038 | 3339 |
|               | 1950 | 2010 | 2020 |